# Eutreptia pyrenoidifera
Eutreptia pyrenoidifera, secondo una classificazione filogenetica (Matvienko 1938) è una specie del supergruppo Excavata appartentente alla famiglia Eutreptiaceae.

## Caratteristiche
Eutreptia pyrenoidifera è una specie esclusivamente di acqua dolce, ed è stata ritrovata per la prima volta in Ucraina da Matvienko nel 1938, nelle vicinanze della città di Kharkiv, in uno stagno vicino alla città di Pivdenne.
Nel 2015 c'è stato un ulteriore ritrovamento nel Tajikistan.